# But Beautiful (Stan Getz e Bill Evans)
But beautiful è un album jazz dal vivo del Bill Evans trio, con Stan Getz come ospite al sax. Registrato nel 1974 nel corso di due serate nei Paesi Bassi e in Belgio, è stato pubblicato in CD nel 1996.

## Tracce
1. Grandfather's waltz
2. Stan's blues
3. But beautiful
4. Emily
5. Lover man
6. Funkallero
7. The peacocks
8. You and the night and the music
9. See-saw
10. The two lonely people

## Formazione
- Bill Evans, piano
- Eddie Gomez, basso
- Marty Morell, batteria
- Stan Getz, sax tenore